# Parc national de Kaziranga
Vous lisez un « bon article » labellisé en 2008.
Le parc national de Kaziranga (en anglais Kaziranga National Park, en assamais কাজিৰঙা ৰাষ্ট্ৰীয় উদ্যান, [Kazirônga Rastriyô Uddan], prononcé /kaziɹɔŋga ɹastɹijɔ udːan/) est un parc national situé dans les districts de Golaghat et Nagaon de l'État d'Assam en Inde sur le bord est de l'Himalaya. Ce parc a été classé réserve naturelle en 1908 et est devenu un parc national en 1974. Depuis 1985 il est inscrit sur la liste du patrimoine mondial de l'UNESCO. Les deux tiers de la population de rhinocéros indiens (Rhinoceros unicornis) y vivent, soit 2 000 sur les 3 000 existants ; et on y trouve la plus grande densité de tigres au monde, d'où son classement parmi les Tiger reserves en 2006. Le parc abrite également d'importantes populations reproductrices d'éléphants d'Asie (environ 1 300), de buffles d'eau (environ 1 800) et de barasinghas (environ 800). Kaziranga est en outre classé zone importante pour la conservation des oiseaux (ou ZICO) par l'association BirdLife International.
Kaziranga est une vaste étendue de hautes roselières, de prairies d'herbe à éléphants, de marécages et d'une forêt tropicale semi-sempervirente irriguée par quatre grandes rivières, dont le Brahmapoutre et ses nombreux bras morts. Kaziranga a été le thème de plusieurs livres, de documentaires et de chansons. Le parc a fêté son centenaire en 2005, après son classement en Reserved forest en 1905.
Ce parc a obtenu des succès plus notables dans la conservation de la faune que la plupart des autres aires protégées en Inde.

## Étymologie
Le plus ancien témoignage du nom de cette forêt vient des archives du roi Âhom Pratap Singha au XVIIe siècle qui, passant dans la région, aurait été particulièrement impressionné par le goût du poisson de Kaziranga. Cependant l'origine étymologique de Kaziranga est incertaine. Selon une légende, une jeune fille du nom de Ranga, d'un village voisin, et un jeune homme du nom de Kazi, de Karbi Anglong, sont tombés amoureux. Cet amour étant inacceptable pour leurs familles, le couple choisit de disparaître dans la forêt, qui porta ainsi leurs noms. Selon une autre légende, Srimanta Sankardeva, un saint-savant Vaishnava, bénit un couple sans enfant, Kazi et Rangai, et leur demande de creuser un grand étang dans la région où l'érudit voulait vivre.
Certains historiens estiment plutôt que le terme dérive du karbi Kajir-a-rang et signifie dans cette langue « Village de Kadjir », Kadjir étant un nom féminin populaire parmi les Karbis. Les monolithes, sur lesquels sont gravés des lois Karbis, appuient cette hypothèse. Une autre hypothèse suppute que, comme kazi signifie chèvre et que rangai signifie rouge en karbi, Kaziranga pourrait désigner la « région des chèvres rouges » (cerfs des marais ou barasinghas).

## Création et évolution du parc

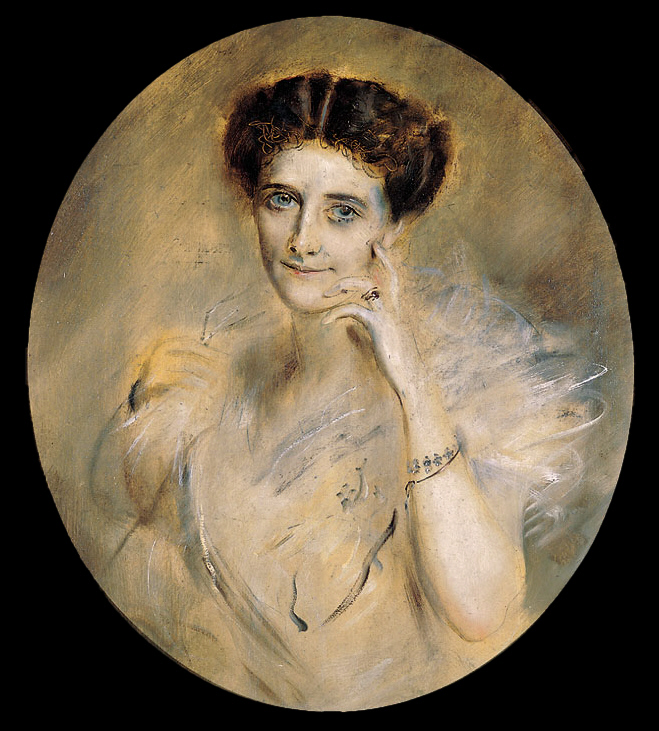
Portrait de Mary Victoria Leiter

Au début du XIXe siècle, la zone de Kaziranga était célèbre pour le danger que pouvaient représenter les animaux sauvages, le paludisme et les fréquentes inondations dues à l'imprévisible évolution des bras du fleuve Brahmapoutre. Avec la montée de l'industrie du thé en Assam, les forêts de la région sont peu à peu défrichées. Les villageois mettent en pratique la culture sur brûlis, tandis que les Britanniques établissent de petites colonies permanentes pour la culture du thé.
À la fin de ce siècle, les colons anglais s'inquiètent de la disparition du gros gibier. C'est après une visite dans la zone pour observer les rhinocéros que la femme de George Curzon, vice-roi des Indes, une américaine nommée Mary Victoria Leiter, fera pression sur son mari pour que la zone soit protégée. En effet, Lady Curzon n'a pu observer que des traces de sabots, tant l'espèce était devenue rare. La rumeur raconte que son guide Balaram Hazarika aurait volontairement contourné les zones de présence de l'animal pour bien faire comprendre à Lady Curzon l'urgence de la situation.
Quoi qu'il en soit, une zone de 232 km2 fut proposée comme Reserved forest le 1er janvier 1905 par notification au commissaire en chef de la zone.
La population mondiale de rhinocéros unicornes est alors de quelques dizaines d'individus, contre approximativement 500 000 au début du XIXe siècle.

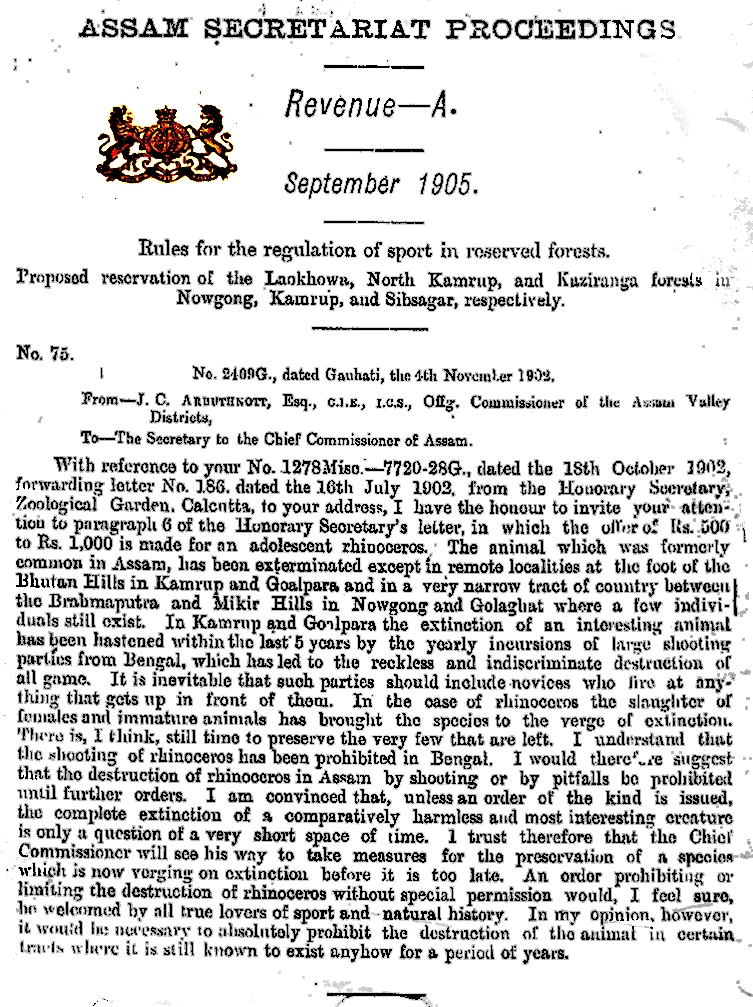
Lettre officielle demandant le classement de la zone

Le parc a été étendu jusqu'aux berges du Brahmapoutre au cours des trois années suivantes, pour une surface de 152 km2. Le classement officiel comme Reserve forest date de 1908.
L'extension de la Kaziranga Reserve Forest, par les terres situées à l'est de la réserve existante vers la route de Bokakhat à Dhansirimukh, échoua. Les populations locales voyaient là leurs droits de pâturage, de pêche, de collecte de canne, de chaume et de bois de chauffage, etc., menacés ; en outre, la communauté des planteurs de thé, eux d'origine européenne, s'y opposait aussi aux motifs que la surface disponible pour la chasse aux gros gibiers serait grandement réduite, et que pendant la saison des pluies les rivières Difloo et Mora Dhansiri pouvaient également servir à la navigation fluviale et donc au transport du thé. Cependant, avec les interventions du Forest Settlement Officer and Deputy Commissioner du district de Sibsagar, le Major A. Playfair, une zone de 55 km2 a été ajoutée par la notification No.295 R du 28 janvier 1913.
En 1916, la zone est convertie en sanctuaire de chasse jusqu'en 1938 et ce, bien que la chasse y soit interdite en 1926 et que les visiteurs soient autorisés à se rendre dans le parc.
L'agrandissement du parc vers le nord a été proposée à la fois pour fournir aux animaux sauvages une zone non inondable qui leur permet de fuir la montée des eaux et pour les protéger du danger de propagation des épidémies dues au bétail. La présence d'un grand nombre de buffles domestiques népalais dans cette zone a beaucoup retardé ce projet, mais une zone de 151 km2 a été ajoutée par la notification No.3560 R du 26 juillet 1917.
Le Kaziranga Game Sanctuary (littéralement de l'anglais : sanctuaire de chasse de Kaziranga) a été rebaptisé en Kaziranga Wildlife Sanctuary (sanctuaire de vie sauvage de Kaziranga) en 1950 par P. D. Stracey, le conservateur des forêts, afin de se débarrasser de la connotation liée à la chasse. En 1954, le gouvernement de l'Assam édicte l'Assam Rhinoceros Preservation Act qui impose de lourdes peines pour le braconnage de rhinocéros. Des aménagements, Forest Rest House et auberges, sont créés pour accueillir les touristes, notamment à Baguri. Cependant ces pavillons touristiques sont insuffisants pour accueillir tous les visiteurs. Ils sont remis à la gestion du Département Tourisme de l'État d'Assam en 1963 à la création de celui-ci. Des aménagements sont construits à Kohora et Arimora.
En 1967, une extension de 0,6 km2 au sud de l'autoroute NH-37, pour fournir un corridor biologique aux animaux afin qu'ils la traversent pour rejoindre les Mikir Hills en sécurité lors des inondations, est faite par la notification No.FOF/WL/512/66/17 du 7 avril 1967.
En 1968, soit quatorze ans plus tard, le gouvernement vote une loi autorisant le classement du sanctuaire en parc national à la suite de la proposition de P. Baruah. Le gouvernement central donne ce statut à 430 km2 le 11 février 1974 par la notification No.FOR/WL/722/68.
Après son classement, de nouveaux territoires s'ajoutent sous la responsabilité du parc : 43,79 km2 le 28 mai 1977, 6,47 km2 le 10 juillet 1985, 0,69 km2 le 31 mai 1985, 0,89 km2 le 3 août 1988, 1,15 km2 le 13 juin 1985, 376,50 km2 le 7 août 1999. Les Reserved forests de Panbari et de Kukurakata, respectivement de 8 km2 et 16 km2, sont également sous le contrôle administratif du parc, qui en 2008 gère 870 km2.
En 1985, la zone centrale du Kaziranga (430 km2) est inscrite sur la liste du patrimoine mondial par l'UNESCO en raison de son environnement naturel unique.

## Géographie

### Situation

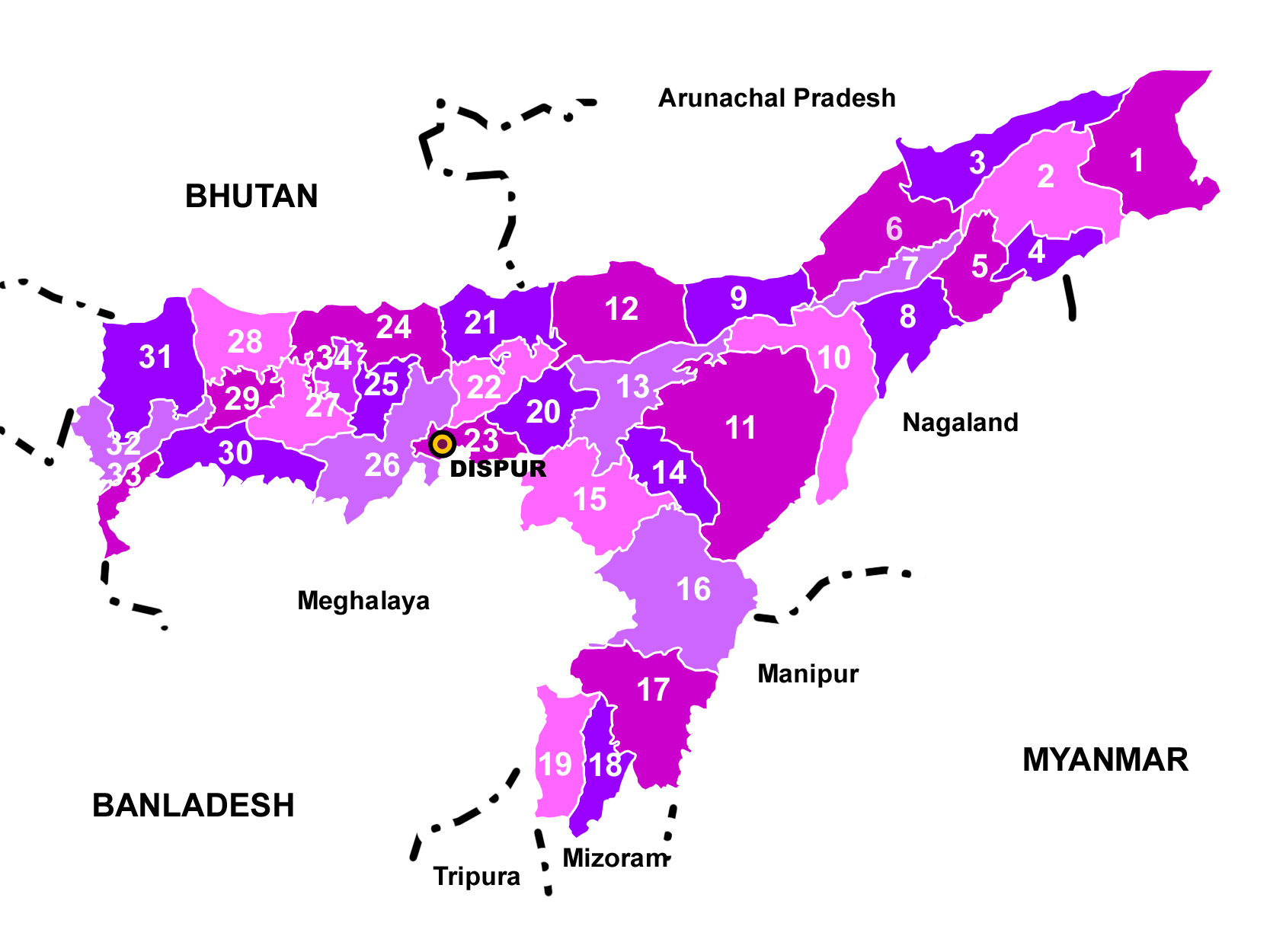
Carte des districts de l'Assam
Le district de Gojaght (numéro 7)
Le district de Nagaon (numéro 10)
Le district de Karbi Anlong (numéro 9)

Le parc est situé entre 26° 30' et 26° 45' de latitude nord, et 93° 08' et 93° 36' de longitude est, dans la subdivision de Kaliabar du district de Nagaon et la subdivision de Bokakhat du district de Golaghat, dans l'État d'Assam en Inde. Il a la forme d'un haricot de 40 kilomètres de long sur 13 kilomètres de large, et occupe une superficie totale de 378,22 km2, ayant perdu près de 51,14 km2 à la suite de l'érosion due au Brahmapoutre. Au parc s'ajoutent sur plus de 429 km2 supplémentaires également classées en parc nationaux mais différenciées du parc de Kaziranga, qui protègent l'accroissement des populations animales ou servent de couloirs de circulation.

Carte des infrastructures (route, ligne de chemin de fer, villes) et du réseau hydrographique de l'Assam

Le sud du parc est bordé par la Mora Diphlu. Plus au sud, se situent les Barail Hills et les Mikir Hills. L'autoroute NH-37 a été construite après la délimitation sud du parc. Le fleuve Brahmapoutre constitue une limite mouvante au nord. Les autres rivières qui traversent la zone sont la Diphlu, la Mora Diphlu et la Mora Dhansiri.
La zone de Kaziranga est essentiellement une plaine alluviale limoneuse fertile faisant partie des zones inondées par le Moyen-Brahmapoutre, dans lesquelles on trouve des bancs de sable et des étangs appelés bheels qui représentent jusqu'à 5 % de la surface totale du parc. De larges bancs sableux formant des collines plates non inondables appelées chapories, servent de refuge aux animaux durant les inondations. L'altitude moyenne du parc varie de 40 à 80 mètres dans la plaine alluviale, avec une hauteur maximale à 1 220 mètres au sud, sur les Mikir Hills, la partie orientale du parc a une altitude moyenne plus élevée que celle occidentale.
Au nord, dans le district de Sonitpur, mais au-delà du Brahmapoutre qui forme une barrière infranchissable pour bon nombre d'espèces, existent deux « Wildlife sanctuaries » (sanctuaires de la vie sauvage), le Bura Chapori Wildlife Sanctuary et le Sonai Rupai Sanctuary. Ce dernier fait également partie du Kameng protected area complex, un vaste complexe de zones protégées au nord-ouest qui s'étend principalement sur l'Arunachal Pradesh et à la frontière du Bhoutan.

### Géologie
L'Assam se situe sur une projection de l'est de la plaque indienne, qui est poussée sous la plaque eurasienne au niveau d'une zone de subduction.
On suppose qu'en raison du mouvement vers le nord, les couches sédimentaires de l'ancien océan Téthys ont été poussées vers le haut pour former l'Himalaya. Le massif des Mikir Hills, situé au sud de Kaziranga est une des conséquences de cette remontée. De plus, en raison de la force exercée vers le nord-est par la plaque indienne, une large dépression faillée a été créé entre les Rajmahal Hills et le bloc formé par les massifs des Mikir Hills et ceux du Meghalaya. À son niveau, le fleuve Brahmapoutre vire au sud pour plus loin y retrouver le Gange. Les alluvions charriés par le Brahmapoutre et le Gange ont rempli cette dépression de sédiments récents.
Aujourd'hui, les massifs du Maghalaya et de Karbi Anglong restent détachés du bloc principal péninsulaire. La hauteur moyenne de ces montagnes varie de 300 à 400 mètres. Le parc national de Kaziranga se situe dans une zone où les dépôts de limon et de l'érosion effectuée par le Brahmapoutre sur des centaines d'années ont façonné le paysage. Le Brahmapoutre sur les 724 premiers kilomètres de son cours à travers l'Assam reçoit les eaux de plus d'une centaine d'affluents. Le processus d'érosion et de dépôt devient plus aigu pendant les inondations qui se produisent à intervalles réguliers pendant la saison des moussons. Une fois la vallée atteinte, le fleuve perd de sa force et le limon qu'il charrie se dépose plus facilement, formant des méandres, des bras morts ou un réseau anastomosé.

### Climat
Le climat a une incidence importante sur la faune du parc, les animaux migrant vers le sud lors des inondations fréquentes lors de la mousson, se concentrant sur les points d'eau lors des périodes chaudes ou de sécheresse. La vallée du Moyen-Brahmapoutre est un des endroits les plus humides du monde, et le Kaziranga reçoit environ 250 centimètres de pluie par an, valeur classique des zones tropicales humides. Le parc est régulièrement inondé par le Brahmapoutre, 5 à 10 jours de suite, phénomène nécessaire pour maintenir l'équilibre biologique du parc. Près des trois quarts de l'ouest du parc, dans la zone Baguri, sont submergés chaque année.
Classiquement, on définit trois saisons: l'été, la mousson et l'hiver. L'été sec et venteux dure de février à mai, avec une température moyenne maximum de 37 °C et minimum de 7 °C. Les bheels et nallahs, qui s'assèchent alors, laissent place à une herbe courte. La mousson, saison chaude et humide, s'étend de juin à septembre durant lesquels le parc peut recevoir 2 220 millimètres d'eau, provoquant des inondations et poussant la faune à se réfugier vers le sud. Les grandes herbacées jaillissent dès la fin de cette saison, offrant des pâturages appréciés par les gros herbivores comme les rhinocéros. L'hiver, de novembre à février, est doux et sec avec les températures moyennes maximum de 25 °C et minimum de 5 °C. Dans certaines parties du parc, les grandes herbes sèches sont brûlées par le personnel du parc, certaines espèces se concentrant alors dans ces zones vers les cendres et les herbes partiellement brûlées. Dans ces zones il suffit d'une petite pluie pour que l'herbe pousse, attirant de nombreux animaux. Cette attraction prend vite fin lorsque les herbes grandissent et perdent leur tendreté, d'autant que les températures augmentent, incitant les animaux à se réfugier vers les bheels en été.

## Flore et faune
Kaziranga est l'une des plus grandes zones protégées de la ceinture sous-Himalayenne, elle présente un intérêt particulier pour sa biodiversité. Situé dans l'écozone indomalaise, le biome dominant de la région est la zone riparienne de la vallée du Brahmapoutre, constituée de forêts tropicales semi-sempervirentes, de savanes et de prairies inondables, variante de celle du Teraï-Duar.

### Flore

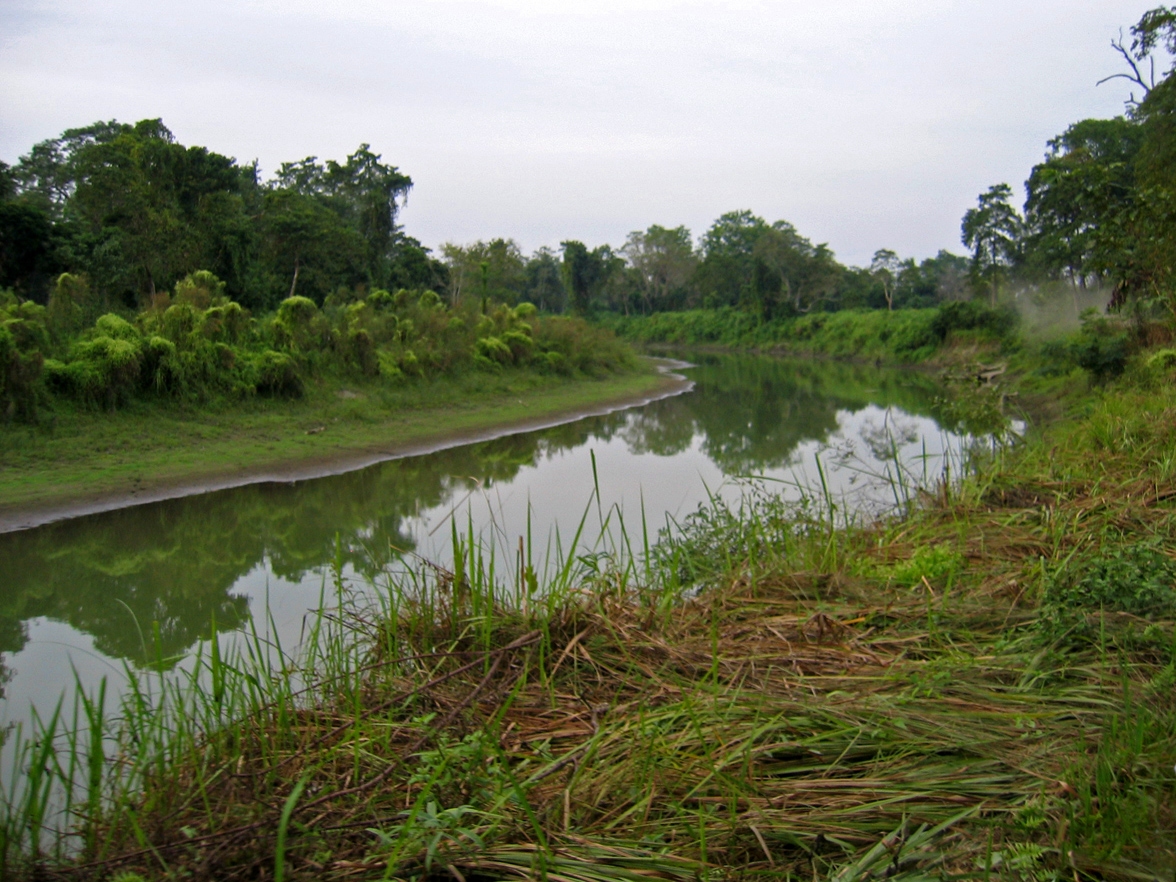
Végétation du Kaziranga

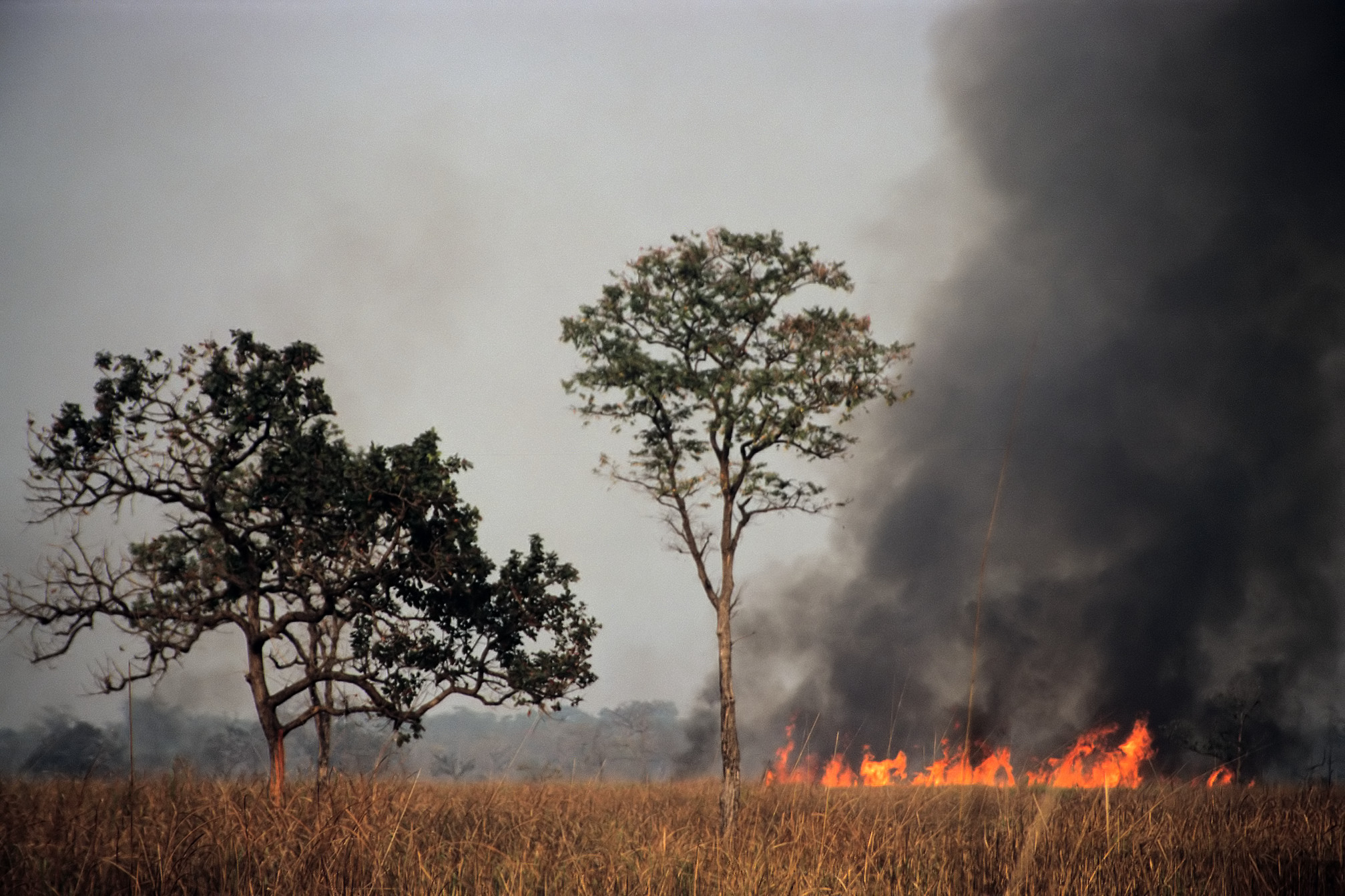
Feux de forêts contrôlés, effectués depuis plusieurs siècles

D'après la base de données du satellite Landsat de l'année 1986, la couverture en végétation est la suivante : 41 % de hautes herbes, 11 % d'herbes courtes, 29 % de jungle ouverte, 4 % de marécages, 8 % de rivières et plans d'eau et 6 % de sable.
Il existe une grande diversité de plantes aquatiques le long des berges et dans les nombreux points d'eau. La jacinthe d'eau, envahissante, est régulièrement éliminée par les inondations. De même, la grande sensitive (Mimosa diplotricha) est invasive, et d'autant plus néfaste qu'elle est toxique pour les herbivores. Une campagne d'éradication a été menée en 2005 par le personnel du parc avec l'aide de la Wildlife Trust of India. Mikania scandens ainsi que des rosiers subspontanés, échappés des jardins et plantations alentour, sont également estimés envahissants.
La zone ouest, d'altitude plus basse que la zone est, est dominée par les savanes avec de denses touffes d'herbes hautes de 5 ou 6 mètres. De nombreuses dicotylédones et graminées sont présentes. Les plantes les plus hautes comme Saccharum spontaneum, Saccharum narenga, Saccharum procerum, Saccharum ravennae ainsi que la canne à sucre sauvage, le roseau commun, la canne de Provence, la paillotte, Chrysopogon zizanioides, Themeda arundinacea et Phragmites karka, cachent des herbacées courtes comme Alpinia nigra. Elles s'installent préférentiellement sur les terrains les plus élevés. Des périmètres avec des herbacées plus courtes comme Cynodon dactylon, ou des espèces des genres Chrysopogon, Andropogon, Cyperus, Fimbristylis, carex, entourent les bheels ou occupent les bassins asséchés. Plusieurs types de buissons existent également et quelques arbres épars fournissent de l'ombre, l'espèce dominante étant Bombax ceiba. Les incendies, contrôlés depuis des centaines d'années, ainsi que les fréquentes inondations, ont empêché la forêt de s'installer. Dillenia indica, Careya arborea et l'Amla, quant à eux, prédominent dans la forêt marécageuse.
L'impénétrable forêt tropicale semi-sempervirente située au centre et à l'est, c'est-à-dire près de Kanchanjhuri, Panbari et Tamulipathar, est dominée par des arbres comme Aphanamixis polystachya, Magnolia liliifera var. obovata, Dillenia indica, Garcinia xanthochymus, Ficus rumphii, Cinnamomum bejolghota, et plusieurs espèces de Syzygium. Les arbres ou arbustes les plus communs dans la forêt moins dense près de Baguri, Bimali et Haldibar sont Albizia procera, Duabanga grandiflora, Lagerstroemia speciosa, Crateva unilocularis, Sterculia urens, Grewia multiflora, Mallotus philippensis, Bridelia retusa, Lepisanthes senegalensis et Leea indica.

### Faune

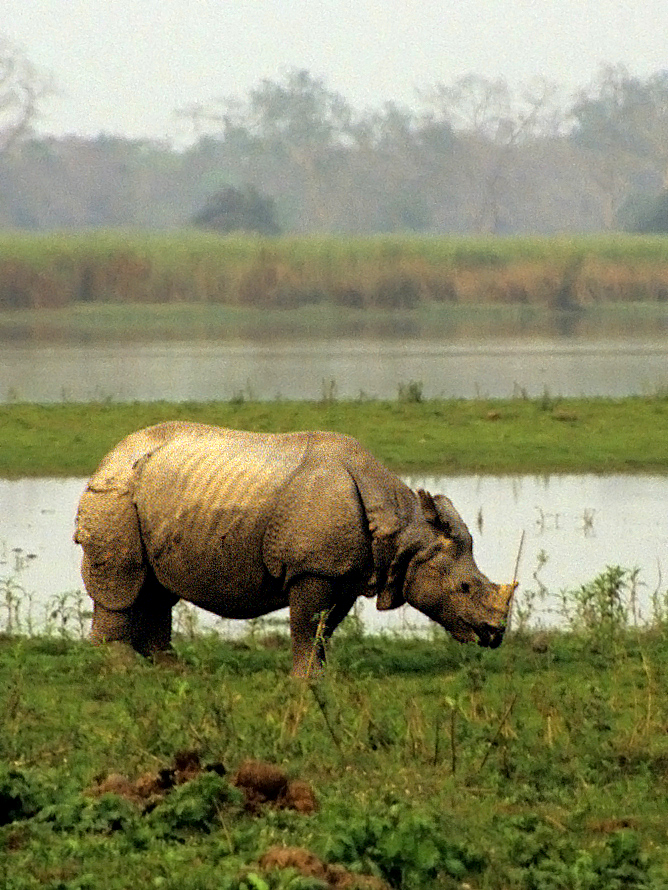
Rhinocéros du parc

Le parc contient d'importantes populations reproductrices pour 35 espèces de mammifères, dont 15 sont classées menacées sur la liste rouge de l'UICN. Il abrite 479 espèces d'oiseaux migrateurs et résidents dont 25 espèces menacées et 21 proches de l'être, ce qui justifie le classement de cette en zone en zone importante pour la conservation des oiseaux (ZICO) depuis 2013. Au total, 42 espèces de reptiles ont été signalées, dont le Gavial du Gange et les rares tortues Kachuga sylhetensis, et 42 espèces de poissons dont l'étrange Tetraodon cutcutia. La liste des invertébrés n'est pas publiée par les autorités du parc.
La faune subit de lourdes pertes pendant les inondations. La première étude portant sur ce phénomène est celle faisant suite à l'inondation de 1973. En 1988, une inondation dévastatrice recouvre 70 % du parc tuant 38 rhinocéros, dont 23 petits, 1050 daims, 69 suidés, trois éléphanteaux, deux tigres et de nombreux spécimens de petites espèces. En 1996, 44 rhinocéros sont tués par les inondations. En 1998, en raison de pluies exceptionnelles, le fleuve Brahmapoutre déborde, certaines parties se trouvant sous 6 mètres d'eau. Les flots vont emporter plus de un kilomètre carré de plaine, et selon les estimations 652 gros animaux, dont 42 rhinocéros, sont noyés.
Pour remédier au problème des inondations, l'armée indienne, aidée financièrement par le World Wide Fund for Nature, a construit dix îlots pour préserver la faune.
Pour conserver sa faune spectaculaire, le parc aurait besoin d'un territoire bien plus vaste. Lors des grandes crues, quand la terre disparaît sous les eaux du Brahmapoutre, la faune fuit la réserve.

#### Mammifères

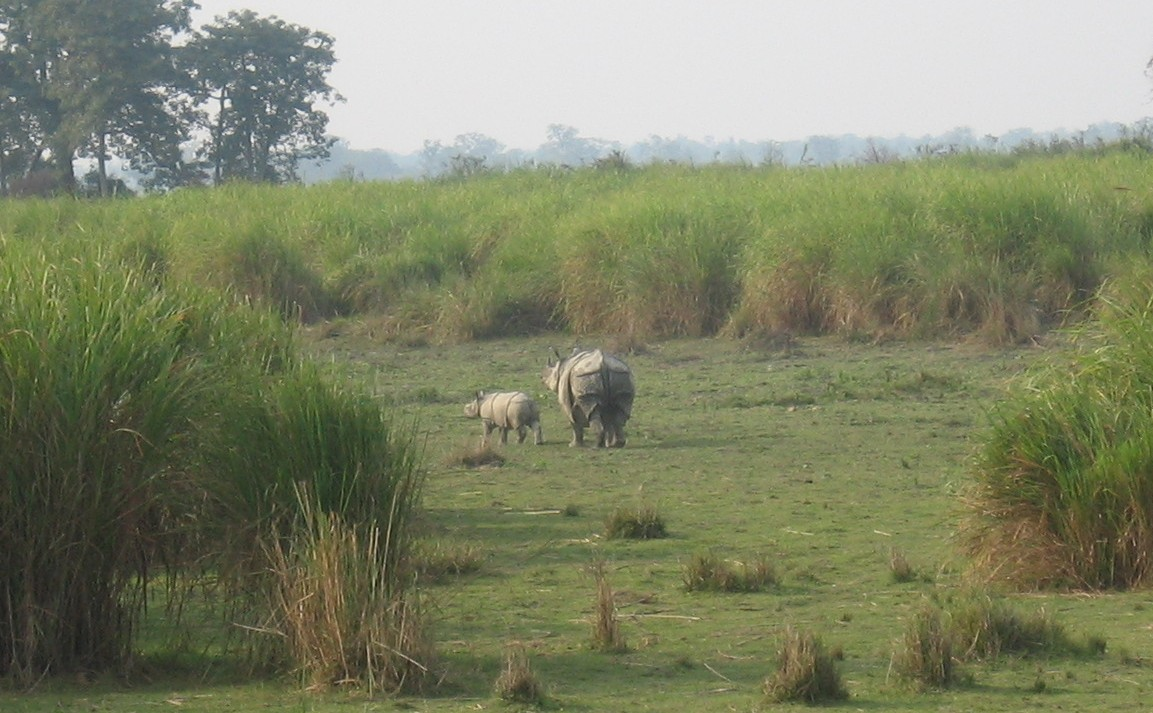
Une mère rhinocéros indien et son petit

Ce sont ces animaux qui attirent principalement les touristes, plus particulièrement les rhinocéros indiens, les tigres du Bengale, les éléphants d'Asie et les buffles d'Asie. On y trouve aussi des sangliers, des cervidés (comme le grand cerf sambar, le cerf des marais ou barasingha, le cerf aboyeur et le cerf cochon), des pangolins, des bovidés comme le Gayal, des singes comme le gibbon houlock, le macaque rhésus ou des semnopithèques (langurs dont l'entelle pileux ou langur à capuche ou semnopithèque à bonnet), des félins comme les panthères, des chats viverrins, des ours comme l'Ours noir d'Asie ou l'Ours lippu, le Chacal doré et des plus petites espèces encore comme des taupes, des chauves-souris, des Viverridae comme les civettes indiennes et les petites mangoustes indiennes, des loutres d'Europe, des écureuils, des blisaurs, des porcs-épics indien, des lapins de l'Assam et enfin un cétacé, le Sousouc.
Le parc est le seul endroit hors d'Afrique où l'on peut observer plusieurs espèces de grands fauves, les tigres du Bengale bien sûr, la sous-espèce indienne de panthères (Panthera pardus fusca) et les rares léopards des neiges.
Originellement le parc devait contenir également des rhinocéros de Java, des sangliers nains.

Recensement des rhinocéros et des éléphants

Le parc semble enregistrer un certain succès dans l'augmentation des populations. Kaziranga dénombrait en 2005 quelque 1 206 éléphants de la sous-espèce Elephas maximus indicus, soit 25 % d'augmentation depuis 2002, et 1 666 buffles d'eau en 2001 contre 677 en 1984. Le décompte officiel donne 1 855 rhinocéros en 2006, 30 gayals en 1984, 58 sambars en 1999, une centaine de cerfs aboyeurs d'après une estimation faite en se servant du recensement de 1972, 431 sangliers en 1999, et 5 045 cerfs cochon. Les chiffres concernant les tigres portent à controverse ; il en est cependant dénombré 86 en 2006 soit une augmentation de 187 % par rapport aux 30 dénombrés en 1972. Cette zone est donc la plus densément peuplée en tigres du monde et justifie son inscription en tant que Tiger reserve. Par ailleurs il semble que les tigres de ce parc soient plus gros que ceux des autres parcs, l'explication fournie étant que les proies y seraient plus abondantes et mieux nourries, et que cela favoriserait la croissance en taille des tigres.

Mammifères
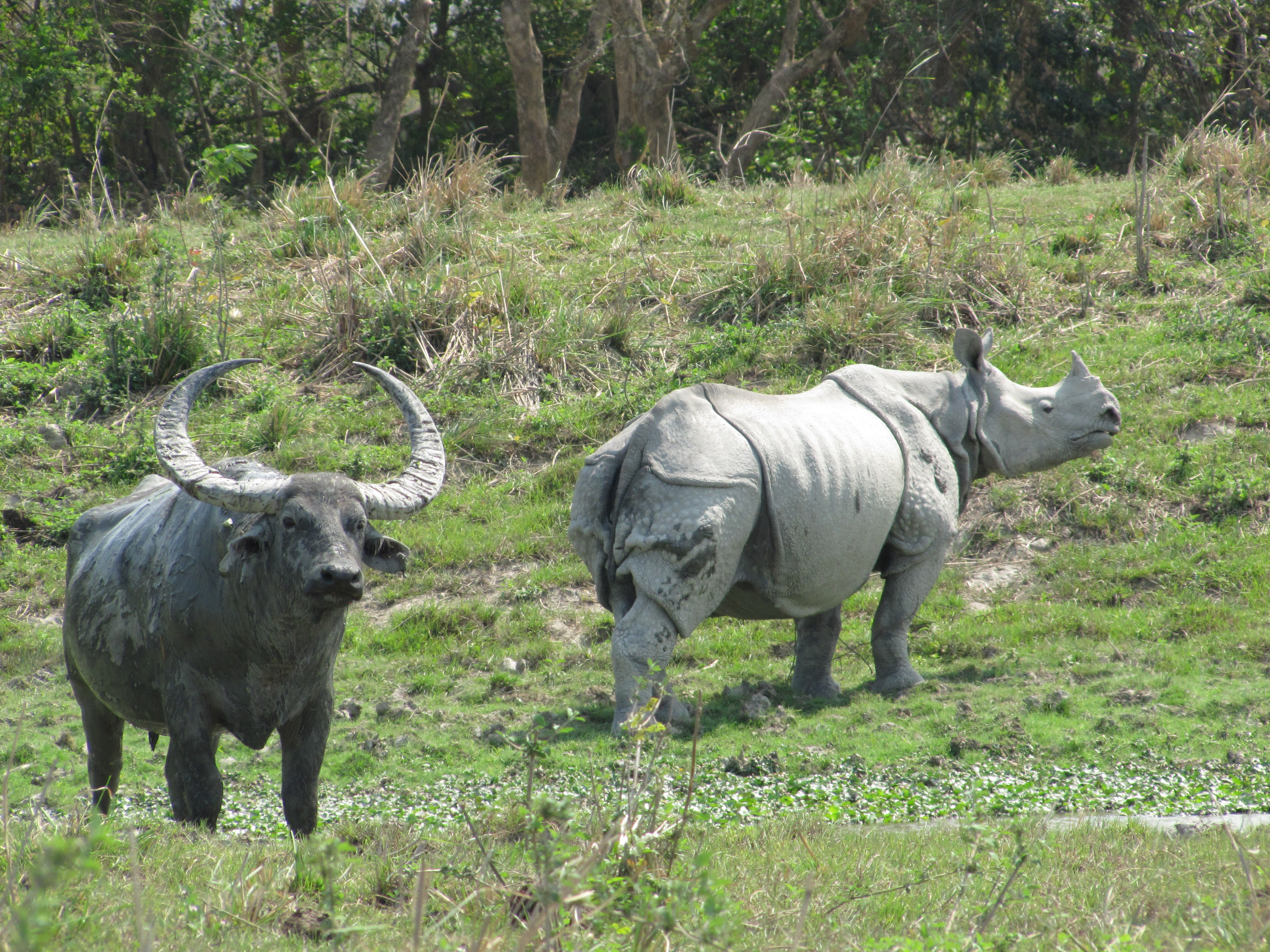
Buffle d'Asie et rhinocéros indien
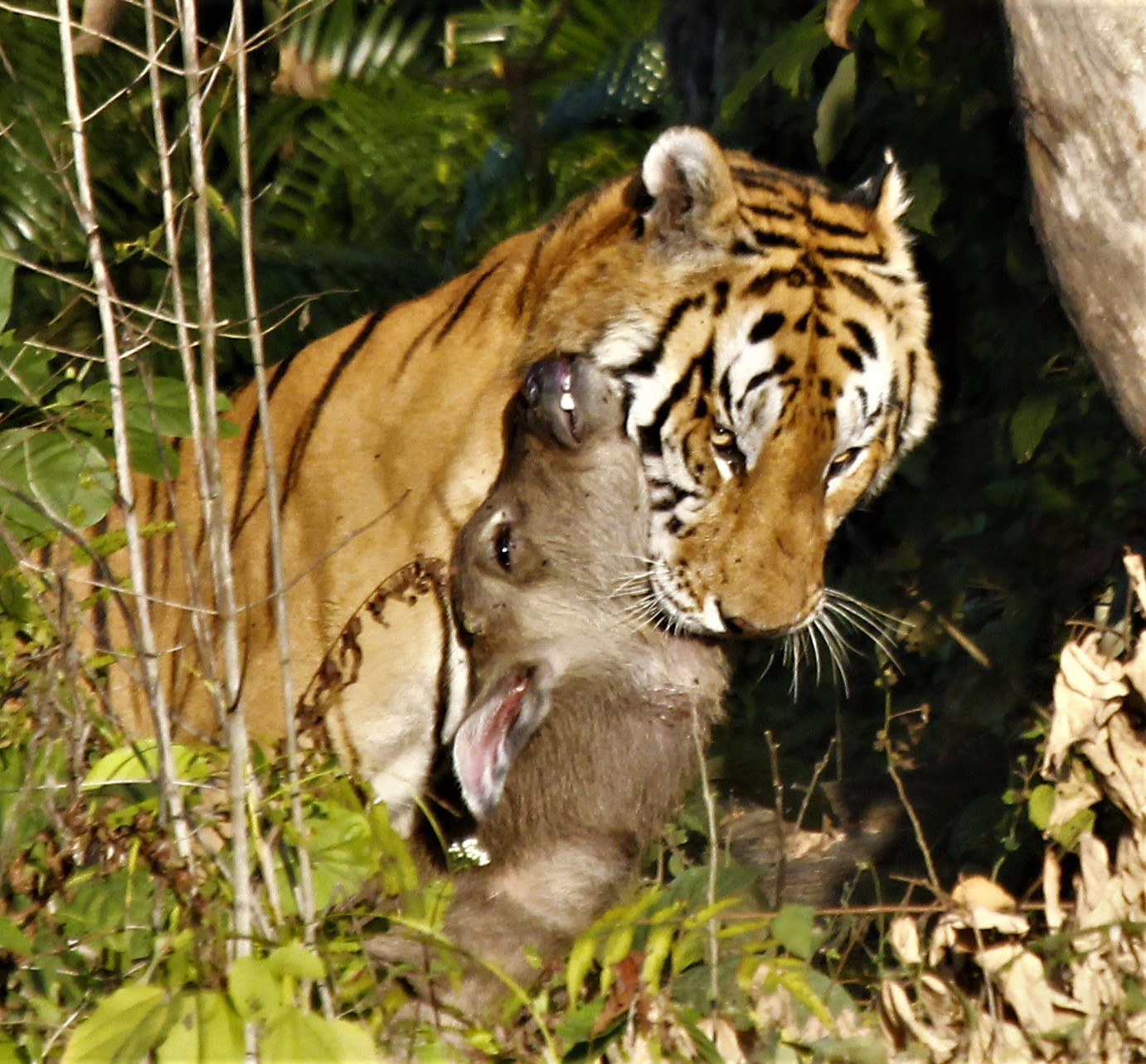
Tigre du Bengale
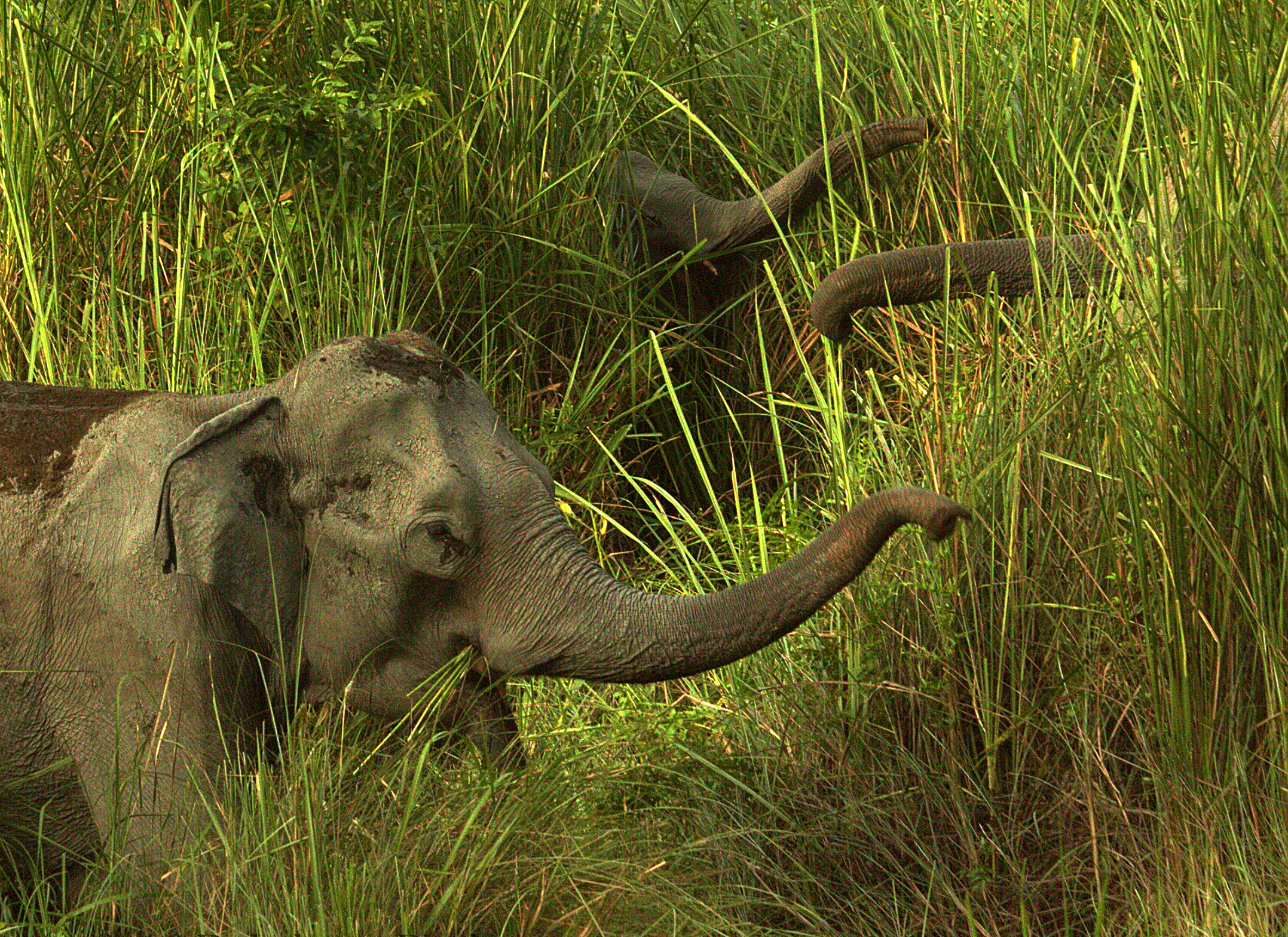
Éléphants d'Asie
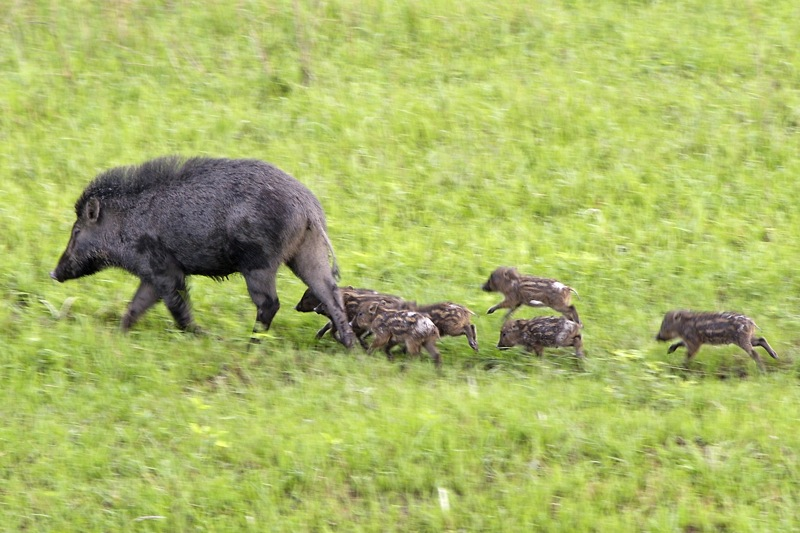
Laie et marcassins
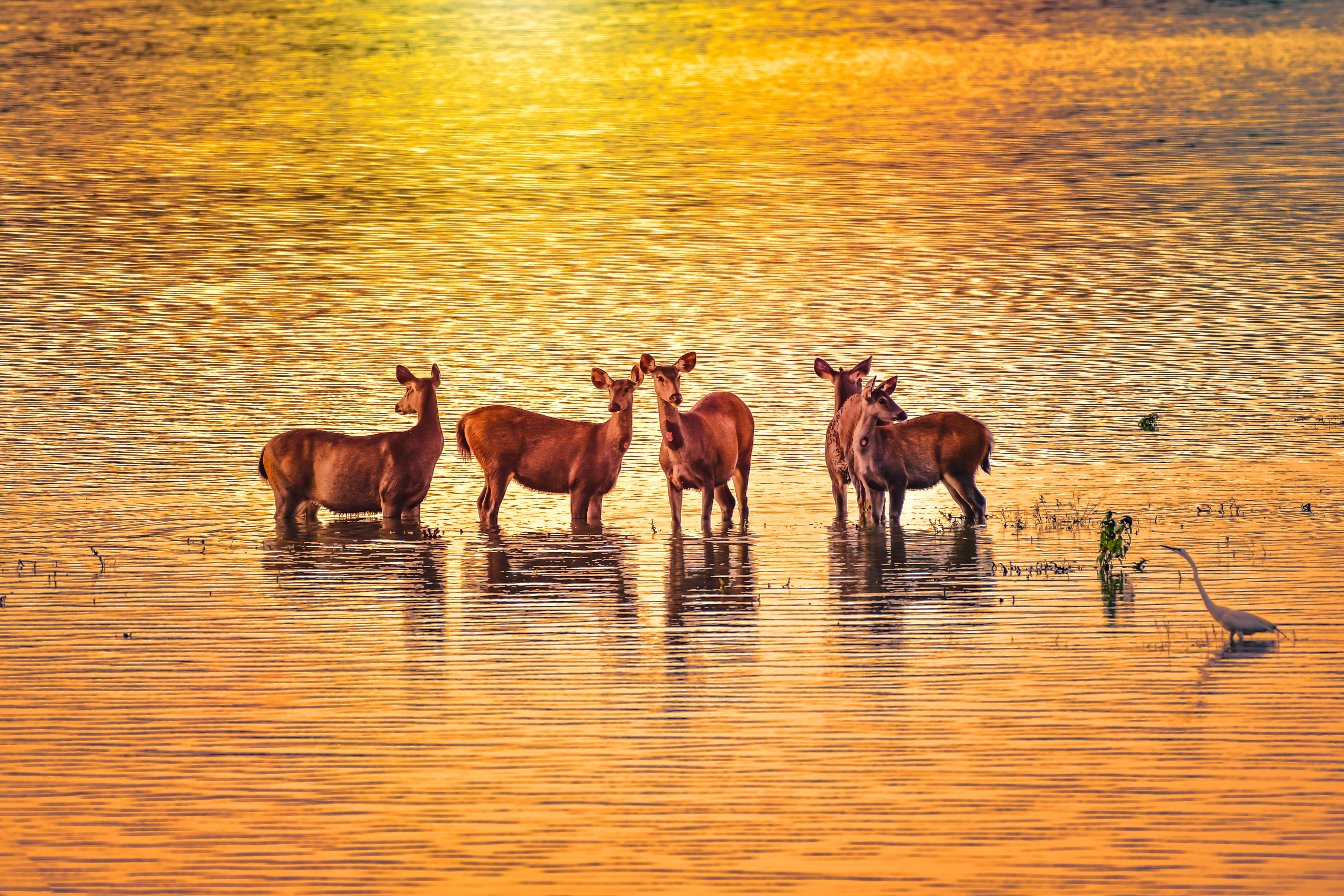
Biches cerf sambar
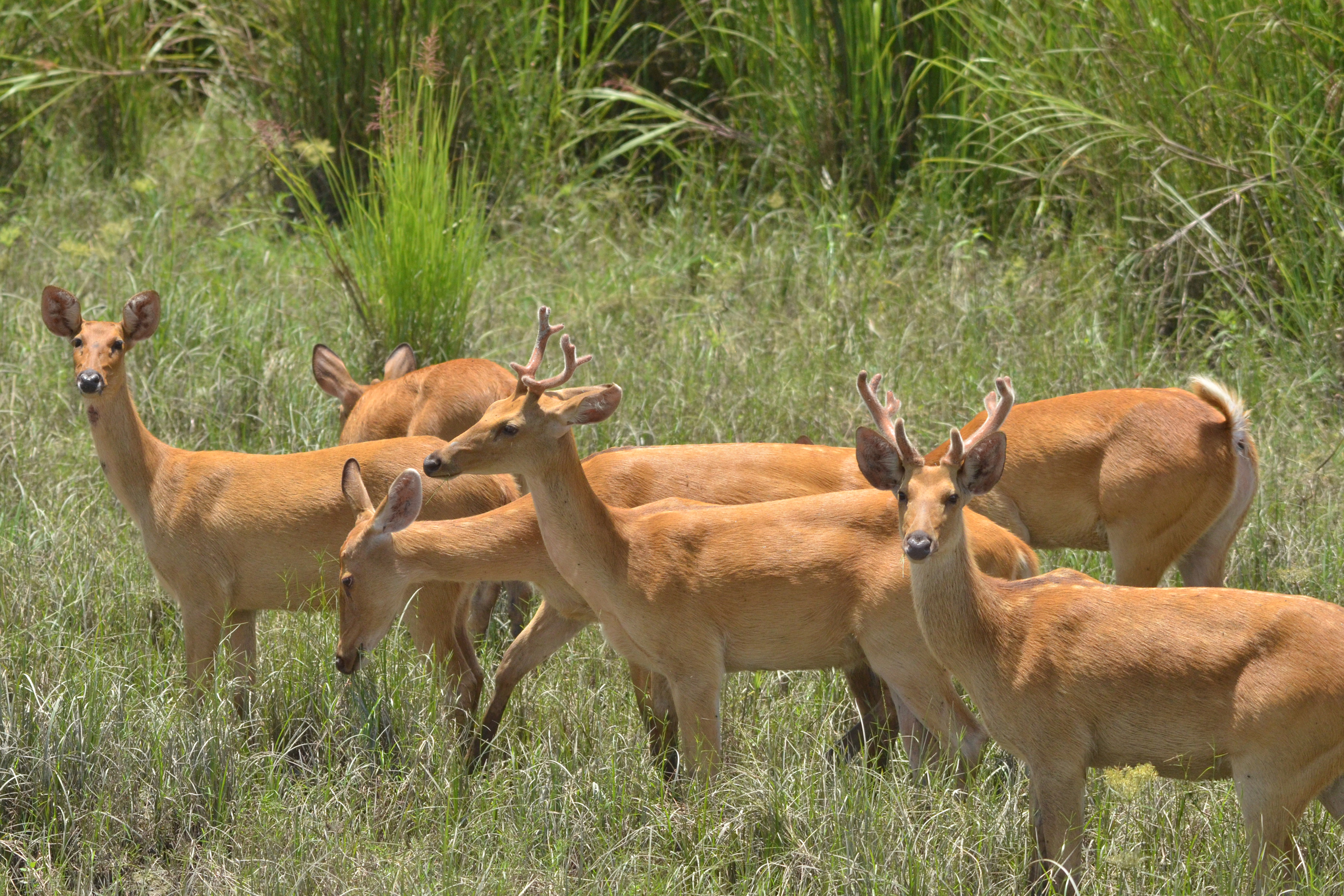
Hardes de cerfs barasingha
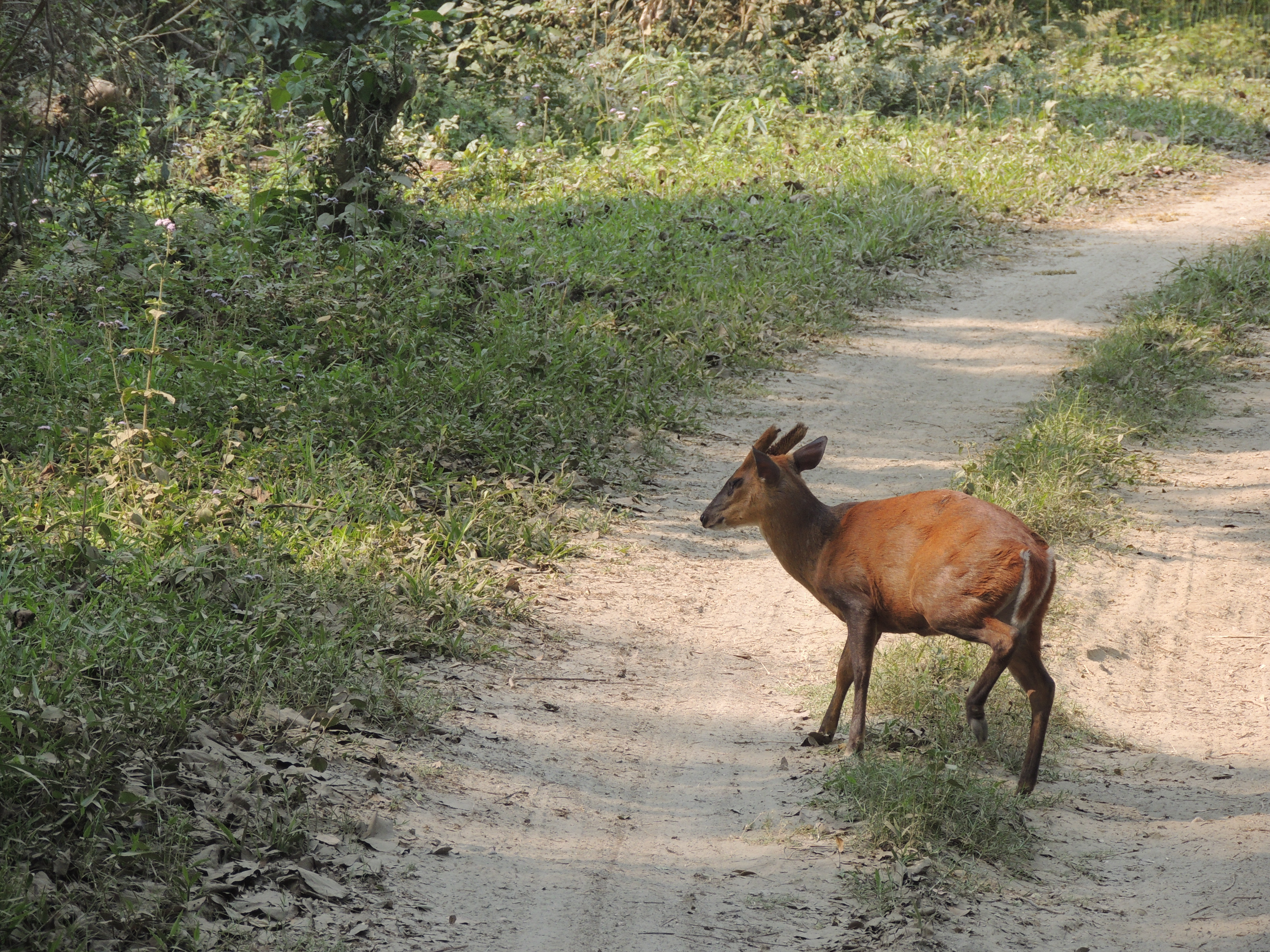
Cerf aboyeur mâle
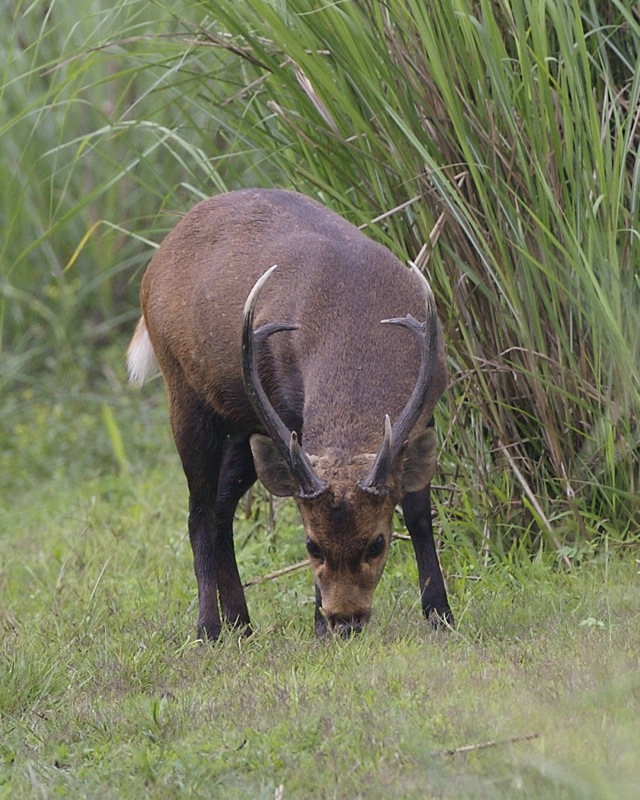
Cerf cochon mâle
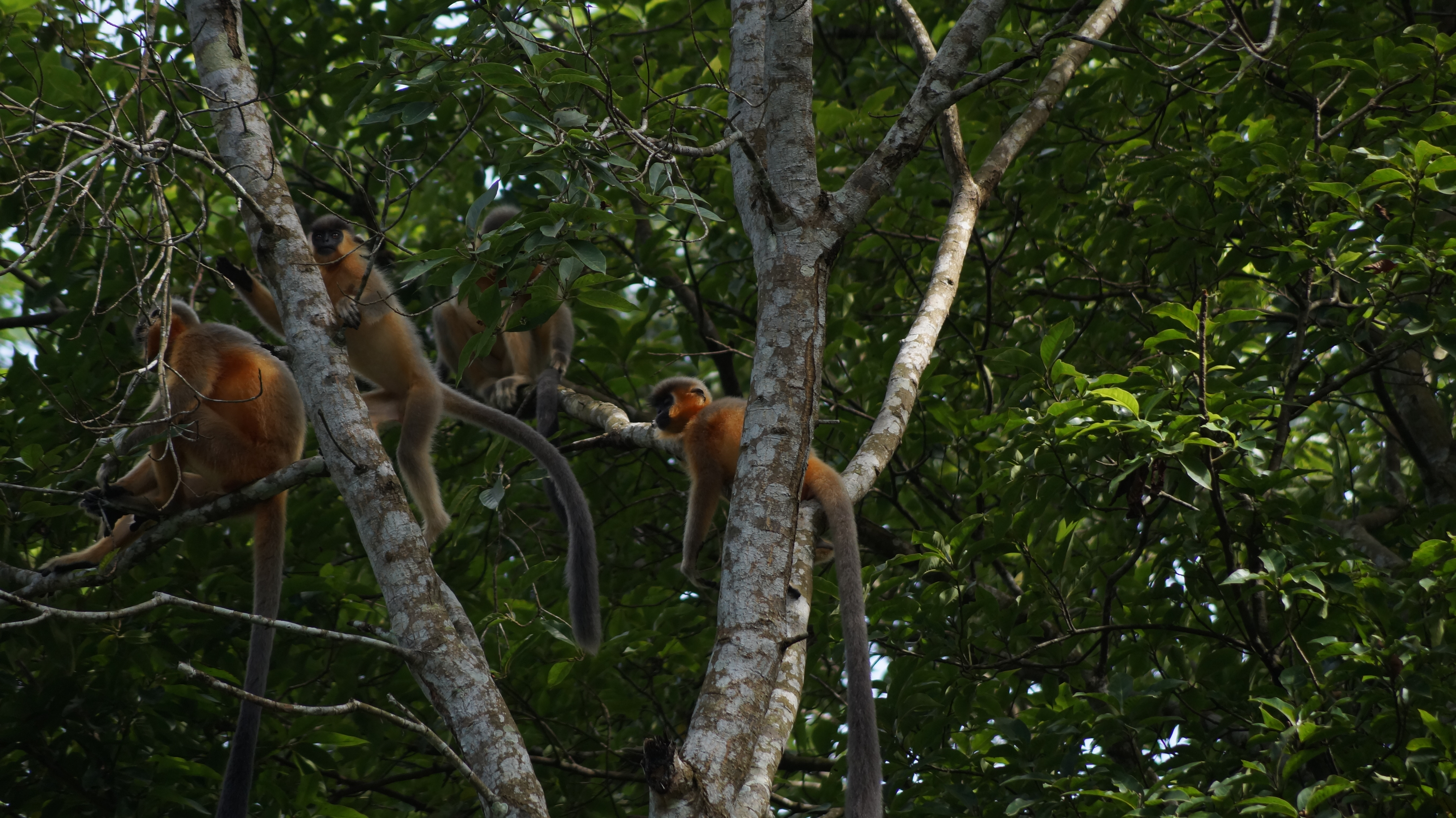
Entelles pileux (langurs à capuchon)
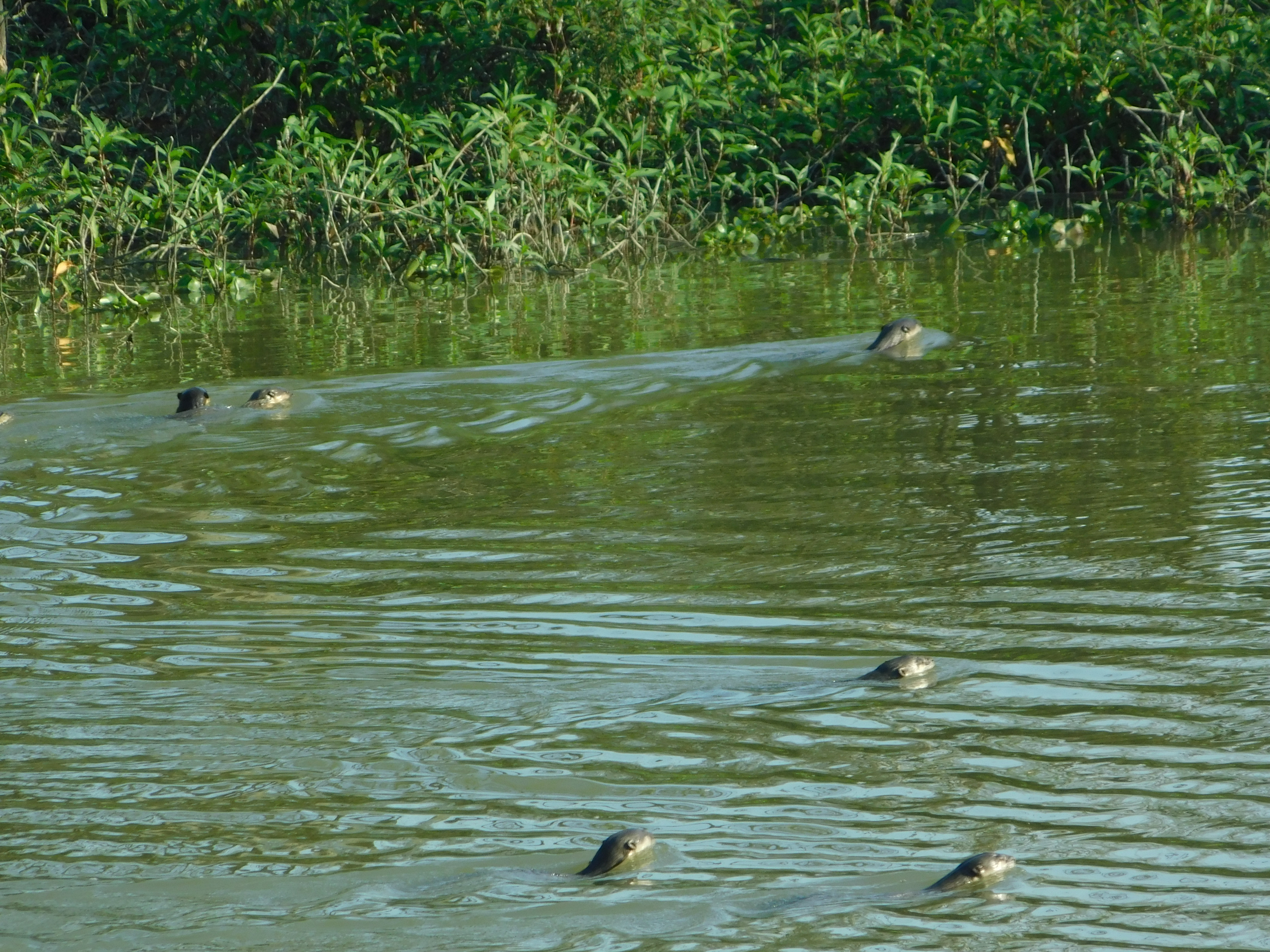
Loutres

Aucune espèce n'est endémique au parc, cependant plusieurs le sont de la zone sub-himalayenne comme le Macaque d'Arunachal.

#### Oiseaux

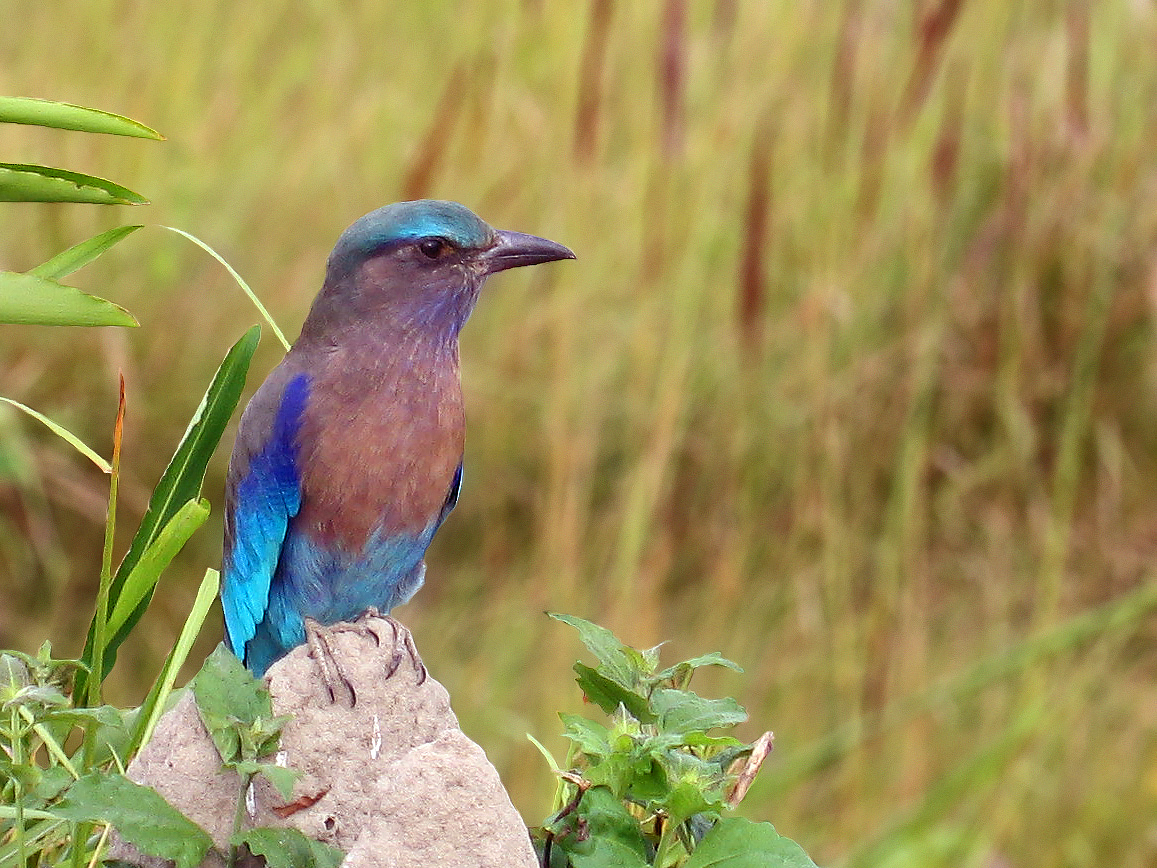
Le Coracias benghalensis

Le Kaziranga accueille plusieurs oiseaux d'eau migrateurs rares dont les oies naines, les fuligules nyroca ou de Baer, les marabouts chevelus ou argalas, les jabirus d'Asie, les becs-ouverts indiens ainsi que des résidents rares comme les martins-pêcheurs de Blyth, les hérons impériaux, les pélicans frisés et à bec tacheté, les canards à ailes blanches, les chevaliers tachetés ou les sternes à ventre noir.
De nombreux rapaces sont également présents, signe d'un écosystème sain. L'Aigle impérial et l'Aigle criard, les pygargues à queue blanche, à tête grise et de Pallas, le Faucon crécerellette et sept espèces de vautours de l'ancien monde y sont normalement présents. Cependant 99 % des individus issus de populations stables de vautours sont morts d'insuffisance rénale chronique à la suite de l'ingestion de Diclofénac résiduel présent dans des carcasses d'animaux domestiques. Si les populations de Vautour royal et moine ne sont toujours que menacées du fait de leur large répartition, les vautours indiens (Gyps indicus et Gyps tenuirostris) et le Vautour chaugoun ont pratiquement disparu dans les années 2000. Les populations indiennes du Vautour fauve et du Vautour de l'Himalaya ont beaucoup diminué mais ces espèces sont encore bien représentées en dehors de l'Inde. La perte de ces oiseaux nécrophages a créé une niche écologique vide critique au Kaziranga.
Outre les Anatidae, le gibier à plume est très divers comme le Francolin multiraie, l'Outarde du Bengale, le Pigeon marron. Plusieurs autres grandes familles d'oiseaux habitent le Kaziranga, y compris certaines dont les spécimens sont rares comme les Bucerotidae représentés par les calaos bicornes et calaos festonnés, de nombreux passereaux dont les Timaliini comme le Timalie de Jerdon et l'Akalat des marais, les Ploceidae dont les tisserins bayas et tisserins de Finn, les Turdinae dont le Tarier de Hodgson, les Sylviidae dont le Graminicole rayé, et les Cisticolidae dont le Prinia de Burnes.

#### Reptiles
Deux espèces de varans, le Varan du Bengale et le Varan malais sont présents, ainsi que quinze espèces de serpents dont le rare Cobra à monocle et trois des quatre plus dangereuses espèces en Inde, le Cobra indien, la Vipère de Russell et le Bongare indien. Deux des plus grands serpents du monde, le Python réticulé et le Python de Seba, ainsi que le plus long serpent venimeux du monde, le Cobra royal, y sont communs.
Le parc est riche en tortues puisque l'on en dénombre quinze espèces dont l'endémique Kachuga sylhetensis et la Tortue brune. Comme lézards, on trouve par exemple le local Calotes maria ou le commun gekko gecko.

## Le fonctionnement du parc
L'état-major administratif se situe à Bokakhat et dépend du département des forêts du gouvernement de l'Assam; toutefois, le Ministère de l'environnement et des forêts indien dirige le parc par l'intermédiaire du Chief Conservator of Forests et de ses subordonnés.

### Découpage administratif

Carte du parc

Le parc est divisé administrativement en quatre sections forestières (en anglais ranges) qui sont Ghorakati (Burapahar range) et Baguri à l'ouest (Baguri Range), Kohora (Central range) et Agoratoli à l'est (Eastern range), eux-mêmes divisés en beats. Trois des sections sont parcourues par une piste en terre. La Central range, avec Kohora comme point d'entrée, couvre la zone de Daglang et de Foliomari qui constitue une bonne partie de la Tiger reserve, et définit la zone classée en catégorie II par la WCPA, où les visiteurs occasionnels ne peuvent se rendre. La Western range, qui a Baguri comme point d'entrée, couvre les zones de Monabheel, Bimoli et Kanchanjuri. C'est dans cette zone que l'on observe plus facilement les gros herbivores comme les rhinocéros et les buffles d'eau. L'Eastern range, avec Agortoli comme point d'entrée, couvre Sohola et Rangamatia et elle est, à 30 km de Kohora, la zone la plus privilégiée pour l'observation des oiseaux.

### Financement du parc
Le parc national de Kaziranga reçoit des fonds du gouvernement central et du gouvernement de l'État dans le cadre de divers plans ou de versements ponctuels. Les fonds du gouvernement central sont destinés à financer le développement des infrastructures et des éco-développements, mais aussi à permettre l'accomplissement de projets de réhabilitation d'envergure nationale comme le Project Tiger ou le Project Elephant. Le gouvernement de l'Assam finance le parc au titre des efforts de conservation des rhinocéros, et pour la gestion administrative du parc, son développement et la lutte contre le braconnage. La plupart de ces fonds sont utilisés pour payer les salaires, pour financer les frais administratifs et les mesures anti-braconnages ; seule une petite somme est allouée au développement du parc. Ceci ne suffit pas à couvrir tous les frais. D'autres donateurs, des ONG internationales en particulier, sont sollicités; ainsi, en 1997-1998, l'UNESCO a participé au financement à la hauteur de 100 000 USD pour une coopération technique afin de renforcer la sécurité du parc. En dernier lieu et depuis peu, des fonds sont récoltés auprès des touristes.

### Gestion du parc

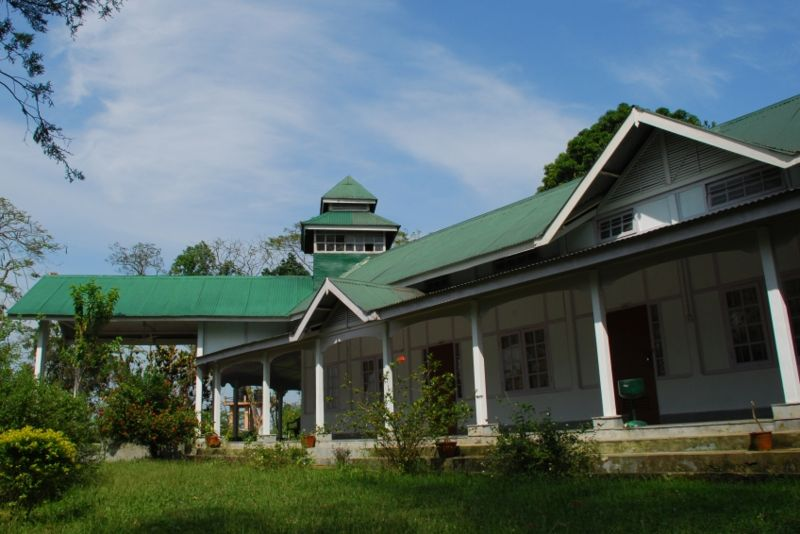
Lodge de Bonoshree

Le parc est administré par un Deputy Conservator of Forests assisté de deux adjoints. Chaque section administrative du parc est sous la responsabilité d'un range forest officer et chaque sous-section sous la responsabilité d'un Forester aidé de gardes forestiers.
Outre l'accueil du public et la réduction de l'impact que celui-ci peut avoir, pour que le parc reste un sanctuaire ses gestionnaires doivent résoudre plusieurs problèmes dont ceux liés à l'intégrité écologique et le trafic d'animaux. Ces problèmes sont augmentés de divers facteurs comme les pollutions, l'érosion et les inondations. Les gestionnaires essaient de les résoudre en diminuant la fragmentation de l'habitat, en luttant contre les espèces invasives, en construisant des îlots visant à lutter contre l'impossibilité pour les animaux de fuir les inondations, en luttant contre le pillage des ressources comme le pâturage sauvage ou le braconnage. Ce dernier point monopolise le plus grand nombre de ressources humaines.

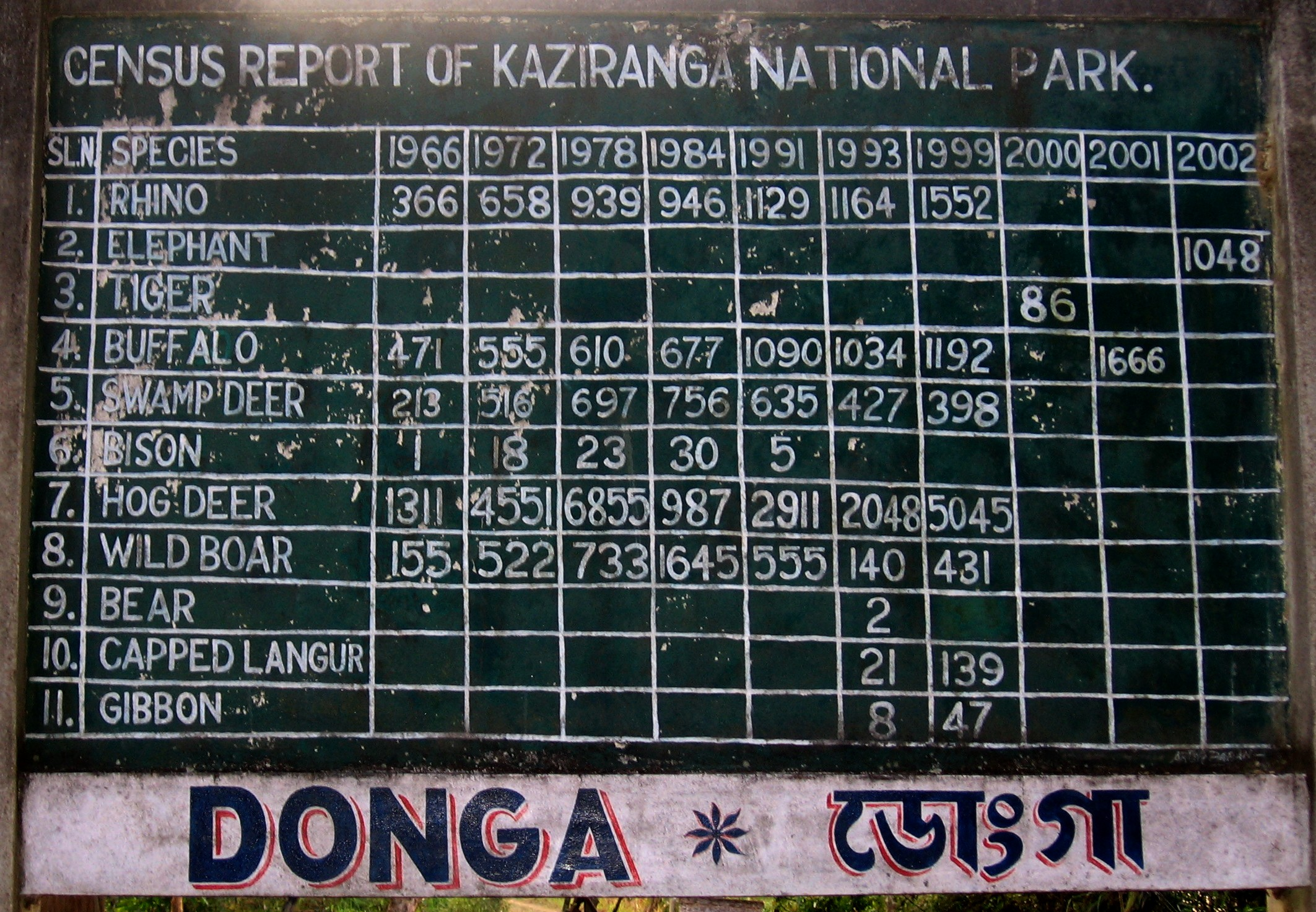
Recensement affiché à Donga

Les gestionnaires du parc, pour maintenir la meilleure relation possible avec les autochtones, versent une indemnisation aux villageois pour les cultures endommagées et les accidents mortels dus aux attaques d'animaux sauvages. Ils organisent par ailleurs des campagnes de sensibilisation, de formation et de vaccinations. 
Les autorités du parc, pour contrôler le nombre d'animaux dans le parc, peuvent être amenées à déplacer certains animaux vers d'autres parcs, pour une réintroduction ou une augmentation de la diversité génétique. En outre, ils sont chargés de capturer les animaux qui sortiraient du parc; pour ce faire, ils utilisent des patrouilles mobiles armées de tranquillisants et construisent des barrières physiques avant les inondations.
Plusieurs leçons ont été tirées de la décennie précédente, notamment sur la nécessité de renforcer les équipes de surveillance. Cependant le parc est confronté à un manque de fonds. En 2005, 127 postes de personnel de garde sur 592 sont restés vacants, à la suite du doublement des effectifs anti-braconnage et faute d'avoir trouvé un personnel qualifié.

### Activités de surveillance

#### Géologie
La surveillance géologique (pour l'érosion) est faite avec des moyens très modernes comme un système d'information géographique.

#### Braconnage
Les autorités indiennes accordent une protection maximale au Kaziranga en vertu d'une douzaine de lois indiennes dont l'Assam Forest Regulation of 1891 et la Biodiversity Conservation Act of 2002 pour la conservation de la faune. Les activités de braconnage, en particulier des rhinocéros pour leur corne, restent une préoccupation majeure pour les autorités. Malgré ceci, 567 rhinocéros ont été abattus entre 1980 et 2005. L'année 1992 a connu un pic de 48 rhinocéros tués. La moyenne annuelle des décès est de 20 rhinocéros – et d'une dizaine de braconniers. Le trafic semble avoir cependant diminué depuis 1998, même si des groupes structurés semblent prendre le relais au milieu des années 2000,. Les chiffres officiels donnent seize rhinocéros indiens tués par les braconniers en 2007.
Les gains financiers que peuvent escompter les trafiquants sont énormes. Une petite corne de rhinocéros, de la taille d'un sac de sucre, avec une bonne provenance et dans le bon marché (en Asie, en Europe ou en Amérique du Nord), peut représenter 20 000 £ dans les années 2000. Il en va de même naturellement pour la peau (£ 10 000) ou la carcasse de grands félins, la défense d'un éléphant mais aussi un cerveau de singe, une queue ou une oreille de rhinocéros, une patte d'ours, un pied ou une queue d'éléphant, une corne ou des dents, dont la vente est très lucrative. Les amendes pour la possession de ces objets est en général de 400 € en Inde en 2007. Les braconniers profitent des périodes d'inondation et des effectifs réduits des gardes pour sévir, en particulier sur les rhinocéros et leurs précieuses cornes.
Les tigres ne sont pas (ou peu?) objets de braconnage. C'est en effet beaucoup plus facile de tuer un rhinocéros que d'occire un tigre. D'abord il faut le trouver, avec contre le braconnier la hauteur des herbes (plus hautes que la taille de l'animal), la capacité de mimétisme du dit animal, et la grande étendue du territoire. Ensuite un tigre ne laisse qu'exceptionnellement une seconde chance à son chasseur s'il n'est pas tué ou mortellement blessé au premier coup - ce qui n'est pas si facile à exécuter, l'animal étant beaucoup plus mobile qu'un rhinocéros. De plus il faut savoir dépouiller l'animal de sa peau rapidement mais surtout correctement : une peau mal dépouillée perd au moins la moitié et jusqu'aux ¾ de sa valeur. Or cette besogne prend nettement plus de temps que de séparer un rhinocéros mort de sa corne. Il s'agit aussi de désosser la dépouille pour récupérer les os, dont chaque kilogramme vaut plusieurs centaines d'euros au marché noir. Emporter les 180 kg de carcasse en lieu sûr impliquerait une marche forcée sur de longs kilomètres, ce qui est peu envisageable. Pour toutes ces raisons, tant que les rhinocéros vivent à Kaziranga les tigres ne seront pas le but premier des braconniers.
Aspects politiques du braconnage
Le trafic d'animaux, morts ou vivants, reste une atteinte importante à la faune du parc, et bon nombre d'observateurs suggèrent que ce trafic pourrait financer certaines activités politiques ou terroristes. L'United Liberation Front of Asom, un mouvement indépendantiste, a peu d'influence sur la faune du parc ou sur le tourisme, à la différence de ce qui se passe pour le parc national de Manas où les autorités indiennes ont dénoncé des cas de braconnage de rhinocéros à la fin des années 1980. Par contre des reporters de The Guardian suggèrent une relation entre les rhinocéros tués dans ce parc ces dernières années et la présence, non loin, d'islamistes bengalis affiliés à Al-Qaïda.
Mesures anti-braconnage
Des campements de surveillance sont aménagés à l'intérieur du parc qui compte, au début des années 2000, environ 122 camps anti-braconnage dispersés, dont deux camps flottants sur le Brahmapoutre. À la fin des années 2000, 123 bateaux locaux, 6 bateaux de pêche à moteur, 4 hors-bords, 2 chaloupes à moteur, 20 véhicules automobiles et 47 éléphants assistent l'équipe anti-braconnage. 800 personnes, dont 200 sont directement affectées aux patrouilles de surveillance sur le terrain, y travaillent. Les hommes chargés d'aller sur le terrain sont bien armés, possèdent des moyens de communication efficaces réalisés et maintenus avec l'aide d'une ONG locale, la Aaranyak, et la Fondation David Shepherd (basée à Londres), pour une période de 10 ans. La construction de tours d'observation supplémentaires est également prévue.
La possession d'arme est strictement réglementée aux environs du parc. Un plan décennal de protection a débuté en 2003.
Depuis 2010 une loi anti-braconnage donne permis de tirer sans sommation, et de tuer les braconniers, aux 500 gardes qui patrouillent à pied sur le terrain. En conséquence, 2010 est la première année où la mortalité des rhinocéros est inférieure à celle des braconniers : cinq rhinocéros, pour 9 braconniers. Ceci est à comparer avec l'Afrique du Sud, où les gardes ne sont autorisés à tirer qu'en cas d'auto-défense ; avec comme résultat 5 braconniers défunts en 2011, pour 333 rhinocéros.

## Tourisme et emploi
En 2008 le parc abritait en son sein quatre pavillons et trois gîtes, gérés conjointement par le ministère de l'environnement et des forêts indien, le Gouvernement de l'Assam et l'Inde Tourism Development Corporation, et l'agence indienne du tourisme. Pour comprendre le fonctionnement du parc et connaître la faune et la flore de celui-ci, un centre d'accueil a été mis en place à Bagori. Seuls 70 véhicules sont autorisés à entrer dans le parc ; ils sont détenus en majorité par des entreprises de safaris. Les pistes du parc sont régulièrement entretenues car régulièrement endommagées par la mousson, d'autant plus qu'elles servent également aux patrouilles anti-braconnage.
Outre les fonctionnaires, des membres de la population locale sont amenés à travailler pour le parc pour, entre autres, la construction de ponts, la garde auxiliaire de sécurité, les activités pour la lutte contre le braconnage. Par exemple, la lutte contre l'invasive grande sensitive mobilise de 100 à 200 personnes, la sécurisation du parc automobile public occupe 15 personnes. En outre, des récompenses sont distribuées aux villageois pour des informations pouvant servir dans la lutte contre les braconniers.
Environ 35 hôtels ou auberges de divers types, dont quatre gérés par le gouvernement, sont situés juste à l'extérieur du parc et occupent trois cents personnes, mais très peu sont détenus par les locaux. Cependant plus d'une centaine de maisons d'hôtes ou de petits hôtels permettent de se loger plus simplement, dans des conditions qui permettent de comprendre la vie locale. Des magasins proposant des souvenirs et d'autres spécialités touristiques ont également ouvert ; ils sont souvent gérés par les communautés villageoises. Des spectacles, dont certains de danse classique de l'Inde, sont proposés dans les hôtels. La fabrication d'objet artisanaux s'est développée. Des entreprises de visite incluant guides, mahouts, sociétés de transport, entreprises gérées par des communautés et spécialisées dans la communication téléphonique, etc. sont apparues. Le parc attire 74 000 visiteurs par an.
Le ministère du Tourisme indien, le gouvernement indien et le Programme des Nations Unies pour le développement soutiennent conjointement le tourisme rural dans le village de Durgapur, comme il le font d'ailleurs dans 31 autres sites à travers l'Inde.

### Lessafaris
La randonnée dans le parc n'est pas autorisée du fait de la présence d'un grand nombre d'animaux sauvages dangereux. 
Les touristes voulant voyager à l'intérieur du parc pour atteindre par exemple les tours d'observation situées à Sohola, Mihimukh, Kathpara, Foliamari et Harmoti, doivent le faire à dos d'éléphants conduits par des mahouts homologués ou à bord de véhicules tout-terrain dûment enregistrés auprès des autorités. À dos d'éléphant ou en véhicules 4x4, les expéditions sont encadrés par des gardes armés. 
Les visiteurs avec leurs propres véhicules sont autorisés à entrer dans le parc, mais accompagnés d'un représentant du service forestier.
Les touristes suivent des trajets précis, la plupart du temps partant depuis Kohora, pour se rendre au cœur du parc. Trois routes praticables par des véhicules légers et ouvertes de novembre à la mi-mai sont tracées dans le parc à cette fin. Au total ce sont quatre circuits touristiques autorisés, qui sont confinés sur 10 % de la surface du parc. Le parc reste fermé de la mi-avril à mi-octobre en raison de la mousson.

## Occupation humaine
Il n'existe pas de village dans les limites du parc ; toutefois les zones situées en bordure de celui-ci sont densément peuplées. Le district de Karbi Anglong au sud du parc abrite sur 10 500 km² près de 800 000 personnes. Selon une estimation de 1983-1984, il y avait 39 villages situés dans une zone de 10 kilomètres de la bordure du parc, ce qui représentait une population de 22 300 personnes. Selon un rapport de 2002, ce chiffre est passé à 184 villages qui comptent au total 50 000 ménages. En 2011 ces chiffres s'élèvent à environ 200 villages pour approximativement 300 000 personnes en situation économique très précaire le long de la frontière sud du parc.
Le parc est bordé en 2002 par 4 plantations de thé, des exploitations forestières, et des cultures itinérantes sur brûlis d'un type local appelée Jhum. Les abords du parc sont de plus en plus systématiquement et intensivement utilisés, ce qui diminue la surface pour la faune sauvage, et surtout isole les populations. La fragmentation écopaysagère fragilise génétiquement ces populations. En outre des familles continuent de s'installer en bordure du parc à la suite du développement de l'écoindustrie touristique. L'augmentation de la population s'accompagnant d'une paupérisation, la pression économique qui pousse les villageois vers les ressources du parc est de plus en plus grande.

### Pollution
La pollution augmente, du fait d'une utilisation toujours plus grande d'engrais et de pesticides par les exploitations agricoles,, ainsi que d'un accroissement du développement de plantes envahissantes comme la Mikania scandens, liée à ce genre d'exploitation.
Depuis 2001, une raffinerie de pétrole, créée à Numaligarh en amont du parc sur la rivière Dhansiri, représente également un danger de pollution des terres et de l'eau. 
Mais la fermeture d'une exploitation a des conséquences socio-économiques plus importantes encore.
La pollution génétique des buffles d'eau du parc par les bovins domestiques est également à craindre. Les villageois entrent eux aussi dans le parc pour ramasser du bois de chauffage, pêcher, voire braconner.
Les relations avec la mégafaune restent tendues du fait de la divagation du bétail durant la saison sèche, qui facilite la transmission de maladies dans le parc, comme le charbon transmis par les déjections, et du fait des invasions durant les inondations d'animaux sauvages qui détruisent les récoltes. Une dizaine de chapories artificielles ont été construites avec l'aide de l'armée indienne,,, pour tenter d'éviter que les animaux ne se réfugient vers les Mikir Hills au sud du parc lors des inondations du Brahmapoutre, à cause de la présence des humains et de l'autoroute NH-37.

### Infrastructures de transport
La ville importante la plus proche est Bokakhat à 23 kilomètres ; plus loin se trouvent Jorhat (97 kilomètres) et Guwahati (217 kilomètres), qui possèdent toutes deux une gare et des lignes de bus privé, de bus public (la Assam State Transport Corporation) et de taxi vers le parc, respectivement à 1 heure et demie et 4 heures de route. Une autoroute, la NH-37, borde la limite sud du parc entre Bokakhat et Ghorakati, et par la ville de Kohora où ces lignes arrêtent. Pendant la mousson, l'inondation du parc pousse les animaux sauvages à la traverser pour se réfugier vers les collines de Karbi. De nombreux animaux sont tués lors de cette migration, en dépit de la construction de plusieurs couloirs de traversée, d'une signalisation routière claire, de bandes rugueuses, de terrains de dégagement, de campagnes de sensibilisation, de patrouilles d'agents de la circulation, même si en 2004 quelques résultats semblent obtenus. Il est également prévu de convertir la NH-37 en une six voies express. Si cette autoroute est construite, il est probable qu'elle devienne une barrière permanente, augmentant d'autant la mort des animaux par accident et par noyade. La limite sud, le long de la rivière Mora Diphlu, ainsi que d'autres zones du parc identifiées par les autorités du parc, en particulier dans l'est et dans la zone de Burapahar, sont jugées prioritaires pour la construction de routes.
Les trois aéroports les plus proches sont le Jorhat Airport à Rowriah (97 kilomètres), le Tezpur Airport à Salonibari (100 kilomètres) et le Lokpriya Gopinath Bordoloi International Airport à Guwahati (approximativement à 217 kilomètres).